# Gartmorn Dam
Gartmorn Dam är en reservoar i Storbritannien.   Den ligger i kommunen Clackmannanshire och riksdelen Skottland, i den centrala delen av landet, 600 km norr om huvudstaden London. Gartmorn Dam ligger 35 meter över havet.  I omgivningarna runt Gartmorn Dam växer i huvudsak blandskog.